# Кетлін Рейн
Кетлін Джессі Рейн (14 червня 1908 — 6 липня 2003) — британська поетеса, критик і науковець, яка писала про життя і творчість Вільяма Блейка, Вільяма Єйтса та Томаса Тейлора. Відома своїм інтересом до різних форм духовності, особливо до платонізму та неоплатонізму, вона була одним із засновників Академії Теменос.

## Життєпис
Кетлін Рейн народилася в Ілфорді, Ессекс. Вона була єдиною дитиною у родині шкільного вчителя та методистського проповідника Джорджа Рейна з Вінгейта у графстві Дарем, та шотландки Джессі (уродженої Вілкі), яка розмовляла шотландською мовою. Батьки Рейн познайомилися, коли ще були студентами в коледжі Армстронга в Ньюкаслі-апон-Тайн.
Під час Першої світової війни Кетлін Рейн провела «кілька коротких років», зі своєю тіткою Пеггі Блек в маєтку в Грейт-Бевінгтоні, Нортумберленд. Вона коментувала цей період пізніше так: «Мені все в ньому подобалося». Для неї це був ідилічний світ, проголошений основою всієї її поезії. Рейн завжди пам'ятав Нортумберленд як свій Едем: «У Нортумберленді я знала себе на своєму місці; і я ніколи не „пристосовувалась“ до будь-кого іншого і не забувала того, що я так коротко, але чітко бачила, розуміла і переживала». Цей період описаний у першій книзі її автобіографії «Прощавай, щасливі поля» (1973).
Рейн зазначила, що поезія була глибоко вкорінена в повсякденному житті її предків по материнській лінії: «Зі сторони матері я успадкувала шотландські пісні та балади…співані або декламовані моєю матір'ю, тітками та бабусями, які навчилися цього від своїх матерів та бабусь… Поезія було самою суттю життя». Рейн щодня слухала і читала Біблію вдома та в школі, знаючи багато уривків з неї напам'ять. Її батько був викладачем англійської мови в середній школі округу в Ілфорді. Він вивчав поезію Вордсворта для своєї наукової дисертації з літератури та захоплювався Шекспіром, а Рейн у дитинстві бачила багато шекспірівських п'єс. Від свого батька вона отримала любов до етимології та літературного аспекту поезії, протиставляючи її зануренню в поетичні усні традиції. Вона писала, що для неї поезія була «не чимось вигаданим, а даним… Оскільки я була вихована в сім'ї, де поети поважалися, що моїм природним бажанням стало бути поетом». Вона повідомила про свої амбіції батькові, який скептично поставився до плану. «Для мого батька, — писала вона, — поети належали до вищого світу, до іншого плану; сказати, що хтось хоче стати поетом, для нього було чимось схожим на те, що він хоче написати п'яте Євангеліє». Натомість мати заохочувала Рейн до поезії з дитинства.
Рейн здобула освіту в середній школі округу в Ілфорді, а потім вивчала природничі науки, включно з ботанікою та зоологією, в Ґіртон-коледж, Кембридж, отримавши ступінь магістра в 1929 році. У Кембриджі вона познайомилася з Джейкобом Броновським, Вільямом Емпсоном. Хамфрі Дженнінгсом і Малькольмом Лаурі. У подальшому житті вона була другом і колегою кабалістського автора та вчителя, Зієва бен Шимона Галеві.
Рейн вийшла заміж за Г'ю Сайкса Девіса в 1930 році. Однак, згодом вона залишила Девіса заради Чарльза Меджа, і вони народили двох спільних дітей, але їхній шлюб також розпався внаслідок роману Чарльза з Інес Пірн, на той час дружиною поета Стівена Спендера. Вона також мала нерозділене кохання до Гевіна Максвелла. Назва найвідомішої книги Максвелла «Кільце яскравої води», за якою згодом зняли однойменний фільм з Біллом Треверсом і Вірджинією Маккенною в головних ролях, була взята з рядка вірша Рейна «Шлюб Психеї». Стосунки з Максвеллом закінчилися в 1956 році, коли Рейн загубила свою домашню видру Міджбіль, що спричинило смерть тварини. Рейн вважала себе відповідальною не лише за втрату Міджбіля, але й за прокляття, яке вона вимовила незадовго до цього, розчарована гомосексуалізмом Максвелла: «Нехай Гевін страждає в цьому місці, як я страждаю зараз». Згодом Рейн звинувачувала себе у всіх нещастях Максвелла, починаючи від смерті Міджбіля й закінчуючи раком, від якого він помер у 1969 році. З 1939 по 1941 рік Рейн та її діти жили в будинку на вулиці Вордсворт 49а в Пенріті з Джанет Адам Сміт і Майклом Робертсом, а пізніше мешкали у Мартіндейлі. Кетлін Рейн була подругою Вініфред Ніколсон. В останні роки вона жила в Лондоні.
Померла жінка 6 липня 2003 року від пневмонії, яка стала наслідком нещасного випадку: після відправки листа її збила машина заднім ходом.

## Твори
Перша поетична книга Кетлін Рейн «Камінь і квітка» (1943) була опублікована у видавництві «Тамбімутту» та проілюстрована Барбарою Гепворт. У 1946 році вийшла збірка Living in Time, а потім у 1949 році — The Pythoness. Її збірка віршів (2000) була сформована з одинадцяти попередніх томів поезії. Серед її класичних творів — Хто ми? Згодом було багато прозових і поетичних творів, у тому числі її науковий шедевр, двотомна книга «Блейк і традиція», опублікована в 1969 році та заснована на лекціях AW Mellon, які вона прочитала в Національній галереї мистецтв у Вашингтоні, округ Колумбія, у 1968 році. Рейн стала першою жінкою-лектором в історії дослідження спадщини Блейка, і її роботи продемонстрували давність, узгодженість і цілісність філософії Вільяма Блейка, спростовуючи протилежне твердження Т. С. Еліота (Зібрані нариси, 1932)
Історія її життя описана в тритомній автобіографії, яка характеризується спробами автора нав'язати спогадам структуру, яка є наче міфічною, таким чином пов'язуючи її власне життя з більшою схемою. Це відображає закономірності її поезії під впливом Вільяма Єйтса. Три книги спочатку були опубліковані окремо, а пізніше зібрані в одному томі під назвою «Автобіографії» (як свідоме наслідування Єйтса) під редакцією Люсьєна Дженкінса.
Рейн зробила переклади творів Оноре де Бальзака «Кузіна Бетт» (Cousin Bette, 1948) та «Втрачені ілюзії» (Lost Illusions, 1951).
Вона була частим автором у щоквартальному журналі «Studies in Comparative Religion», присвяченого релігійній символіці та традиціоналістичній перспективі. Разом з Кітом Крічлоу, Браяном Кіблом і Філіпом Шеррардом вона заснувала в 1981 році періодичне видання Temenos, а пізніше, в 1990 році, Академію інтегральних досліджень Теменос, викладацьку академію, яка наголошувала на багатоплановій універсалістській філософії та на підтримку її загалом платоністських і неоплатоністських поглядів на поезію та культуру. Вона вивчала Томаса Тейлора і опублікувала добірку його творів.
З 1955 по 1961 рік Рейн працювала науковим співробітником коледжу Ґіртон. Вона викладала в Гарварді принаймні один курс про міф і літературу, який пропонували вчителям і професорам влітку, а також вела лекції про Єйтса та Блейка та інші теми в Школі Єйтса в Слайго, Ірландія, влітку 1974 року. Як професор у Кембриджі та автор ряду наукових книг, вона була експертом з Колріджа, Блейка і Єйтса.
Сучасний композитор Девід Метьюз написав цикл пісень «Золоте королівство» на деякі з віршів поетеси. Твір Річарда Родні Беннетта Spells (1974—1975) для сопрано, хору та великого оркестру написаний на тексти Кетлін Рейн.

## Родина
В Кетлін Рейн було двоє дітей: Анна Хопвелл Медж (народилася 1934 року) і Джеймс Вульф Медж (1936—2006). У 1959 році Джеймс одружився на Дженніфер Аллістон, дочці Джейн Дрю і Джеймса Аллістона — друзів Рейн, обоє були архітекторами. Потім Джеймс Вульф Медж одружився з Вікторією Вотсон також архітекторкою.

## Вшанування
Рейн отримала ступінь почесного доктора від університетів Великобританії, Франції та Сполучених Штатів, а також численні нагороди та відзнаки, включно з Премією імені Сент-Вінсент Міллей від Американського поетичного товариства (дата невідома), крім того:
- 1952 — Меморіальна премія Гаррієт Монро
- 1953 — Премія ради мистецтв
- 1961 — Премія Оскара Блюменталя
- 1970 — Премія Чолмонделі
- Літературна премія Сміта 1972 року
- 1976 — Лекція Вартона про англійську поезію[22]
- 1992 — Золота медаль Королеви за поезію
- 2000 — Орден Британської імперії, командор
- 2000 — Орден Мистецтв та літератури, командор.

### Збірки поезій
- Камінь і квітка, Ніколсон і Вотсон, 1943 рік
- Живучі у часі, Editions Poetry Лондон, 1946
- The Pythoness, and other poems, H. Hamilton, 1949
- Рік перший: вірші, Х. Гамільтон, 1952
- Зібрані вірші, Г. Гамільтон, 1956
- The Hollow Hill: and other poems, 1960—1964, H. Hamilton, 1965
- Шість снів та інші вірші, Енітармон, 1968
- Penguin Modern Poets 17 (David Gascoyne, W.S. Graham, Kathleen Raine), Penguin, 1970
- Загублена країна, Dolmen Press, 1971
- На безлюдному березі, Dolmen Press, 1973. En una desierta orilla Trad. де Р. Мартінес Надаль. М., Іперіон, 1981.
- Овальний портрет та інші вірші, Enitharmon Press, 1977
- Оракул у серці та інші вірші, 1975—1978, Dolmen Press/G. Аллен і Анвін, 1980
- Зібрані вірші, 1935—1980, Allen & Unwin, 1981
- The Presence: Poems, 1984–87, Golgonooza Press, 1987
- Вибрані вірші, Golgonooza Press, 1988
- Living with Mystery: Poems 1987-91, Golgonooza Press, 1992
- Зібрані вірші Кетлін Рейн, Golgonooza Press, 2000
- Зібрання віршів Кетлін Рейн, Faber and Faber, 2019 (pbk.)

### Проза
- Defending Ancient Springs, 1967
- Thomas Taylor the Platonist. Selected Writings, Raine, K. and Harper, G.M., eds., Bollingen Series 88, London: Routledge & Kegan Paul, 1969 (also pub. Princeton University, USA)
- Blake and Tradition, 2 Volumes, Routledge & Kegan Paul, 1969
- William Blake, The World of Art Library — Artists, Arts Book Society, Thames and Hudson, London, 1970 (216 pp, 156 illustrations)
- Yeats, the Tarot and the Golden Dawn, Dolmen Press, 1973
- The Inner Journey of the Poet, Golgonooza Press, 1976
- Cecil Collins: Painter of Paradise, Golgonooza Press, 1979
- From Blake to a Vision, Dolmen Press, 1979
- Blake and the New Age, George Allen and Unwin, 1979
- Blake and Antiquity, Routledge & Kegan Paul, 1979 (an abbreviation of the 1969 Blake and Tradition; republished in 2002 by Routledge Classics with a new introduction by Raine)
- The Human Face of God: William Blake and the Book of Job, Thames and Hudson, 1982
- The Inner Journey of the Poet, and other papers, ed. Brian Keeble, Allen & Unwin, 1982
- Yeats the Initiate, George Allen & Unwin, 1987
- W.B. Yeats and the Learning of the Imagination, Golgonooza Press, 1999.
- Seeing God Everywhere: Essays on Nature and the Sacred, World Wisdom, 2004 (contributed essay)
- The Betrayal of Tradition: Essays on the Spiritual Crisis of Modernity, World Wisdom, 2005 (contributed essay)
- That Wondrous Pattern: Essays on Poetry and Poets, Counterpoint Press, 2017
- These Bright Shadows: The Poetry of Kathleen Raine, by Brian Keeble. A pioneering study of the poetic imagination of Kathleen Raine. (Angelico Press, 2020)

### Автобіографії
- Farewell Happy Fields, Hamilton/G. Braziller, 1974
- The Land Unknown, Hamilton/G. Braziller, 1975
- The Lion's Mouth, Hamilton/G. Braziller, 1977. autob.
- India Seen Afar, Green Books/G. Braziller, 1990
- Autobiographies, ed. Lucien Jenkins, Skoob Books, 1991

### Біографія
- No End to Snowdrops, Philippa Bernard. Shepheard-Walwyn (Publishers) Ltd, 2009, ISBN 978-0-85683-268-0

## Адаптації
- Who stands at the door in the storm and rain from The Year One: Poems (1952) постановка композитора Таріка О'Рігана для хору без супроводу в 2006 році під назвою Threshold of Night; вперше він був записаний на однойменному альбомі 2008 року.
- Кілька віршів також були адаптовані Джеффрі Бушем; Бенджамін Луксон записав їх для Chandos.
- Цикл пісень «На безлюдному березі» Джозефа Фіббса був написаний і виконаний для Temenos Academy у 2012 році на тексти Кетлин Рейн[23]
- A Spell For Creation був створений композитором Майком Олдфілдом як саундтрек до документального фільму The Space Movie[24][25].